# Noorderkerk
La Noorderkerk (signifiant Église du nord en néerlandais) est une église située dans le quartier du Jordaan à Amsterdam. Elle est rattachée à l'Église protestante aux Pays-Bas. 

## Histoire
Construite par Hendrick de Keyser, également architecte de la Westerkerk, elle est érigée spécialement pour les habitants de la partie nord du quartier de Jordaan. Elle est construite pour avoir la forme d'une croix de saint André. La Noorderkerk devint l'église du peuple alors que la Westerkerk était perçue comme ayant une fréquentation plus bourgeoise.
Les cultes protestants y sont toujours célébrés.

## Galerie

Noorderkerk
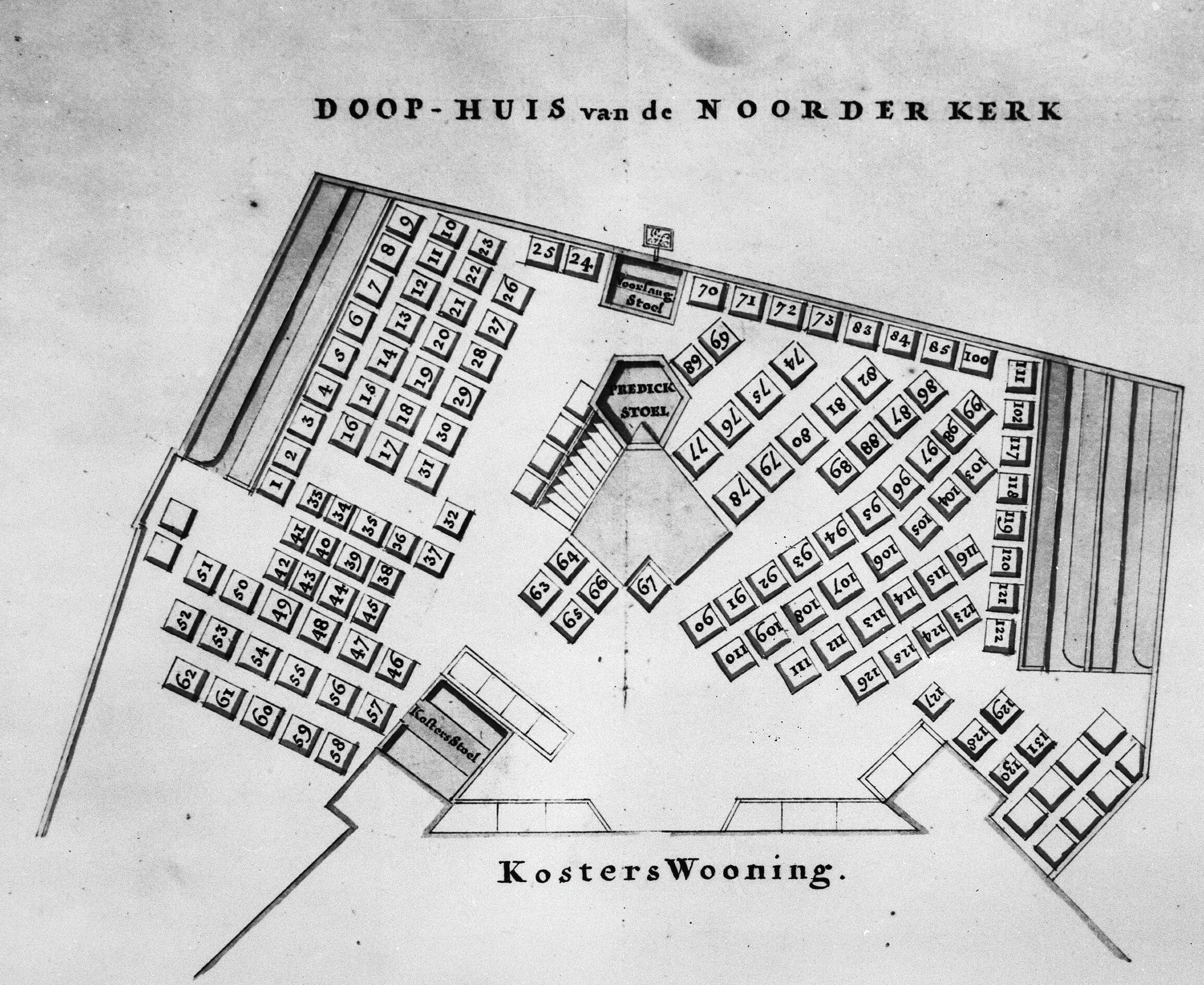
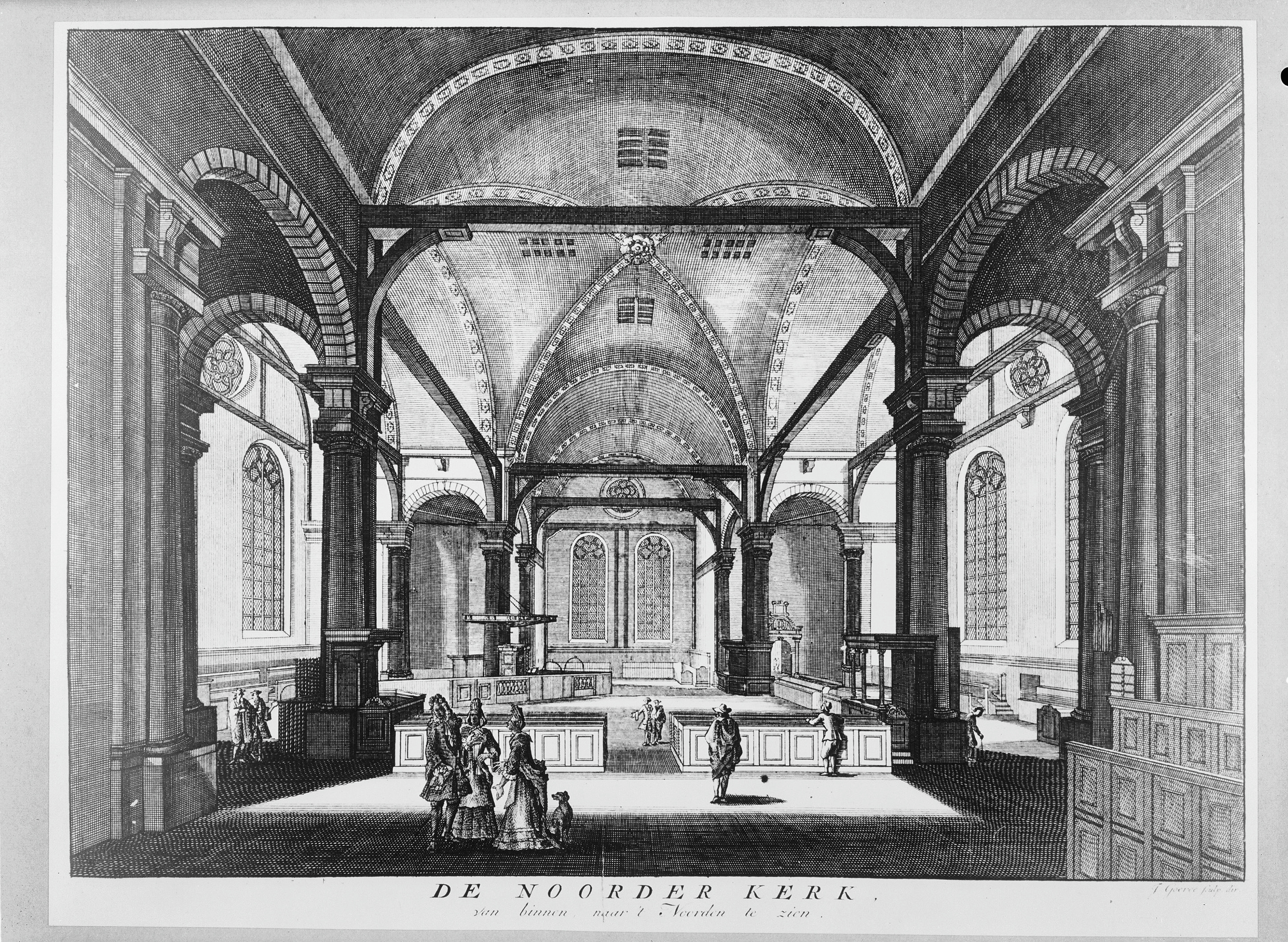
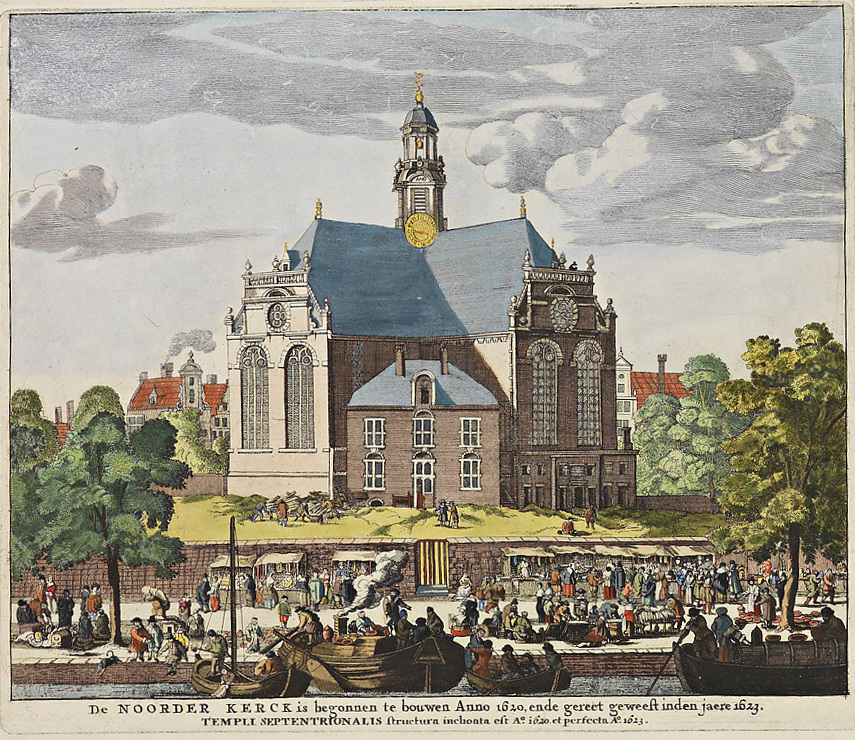
Atlas de Wit 1698
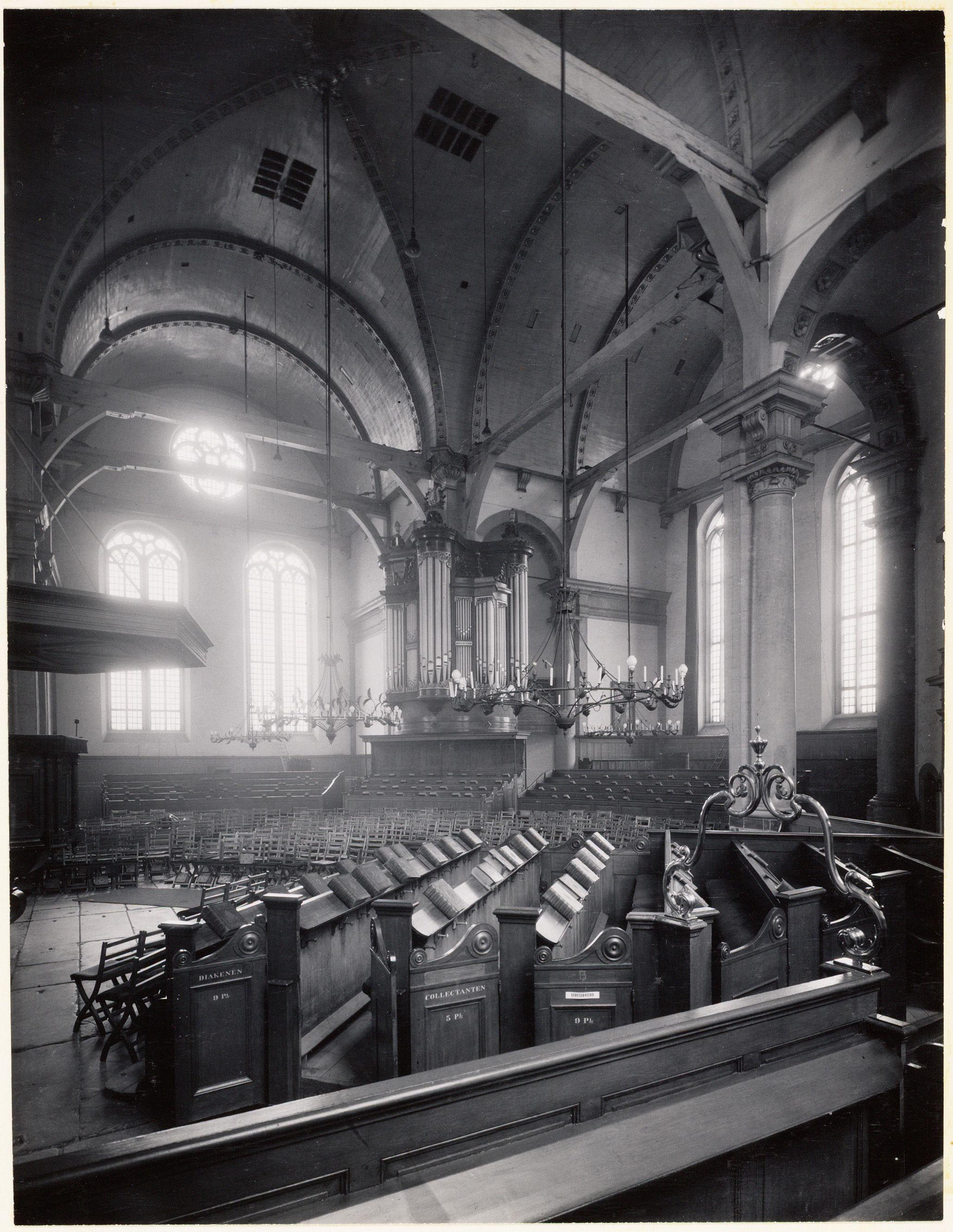
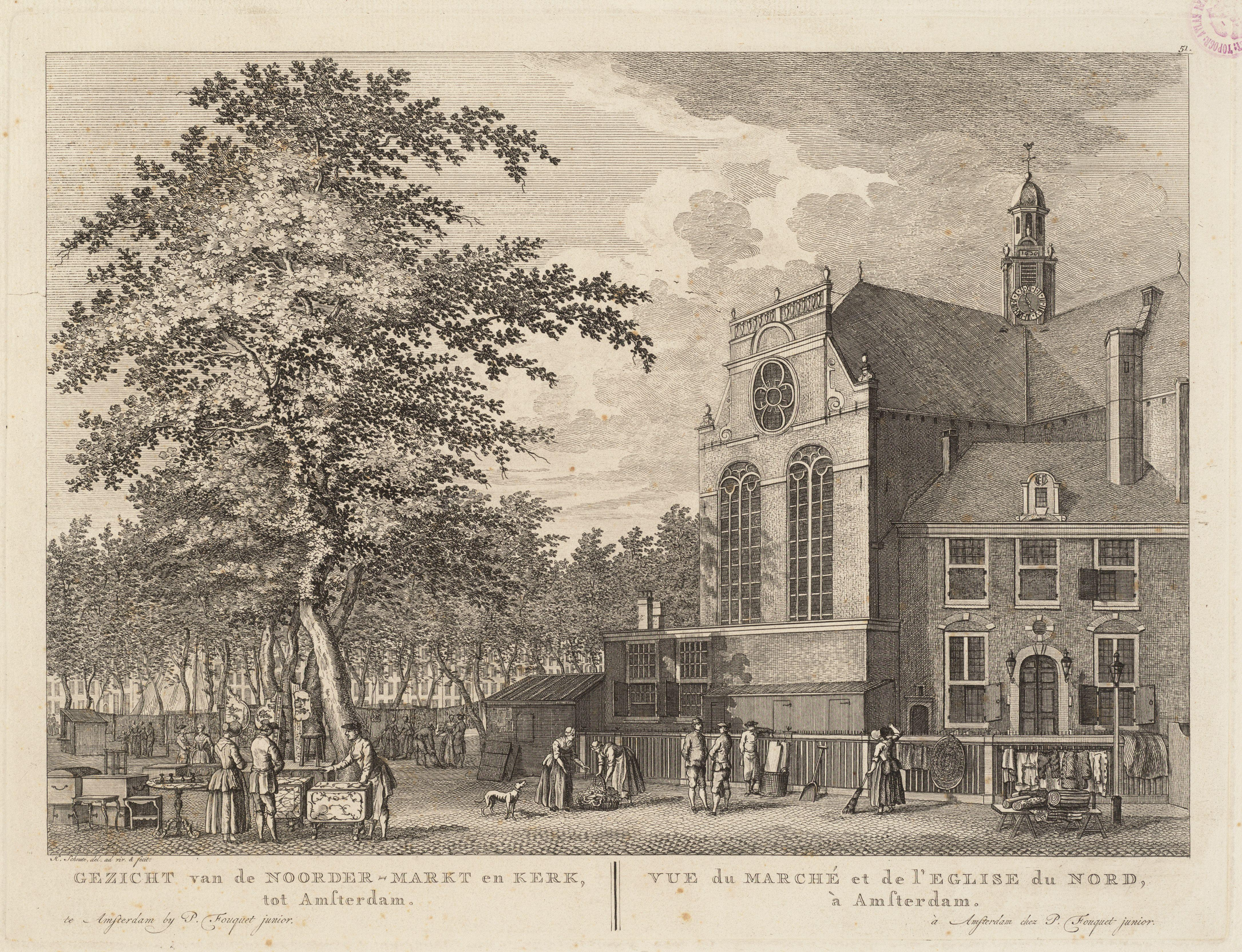
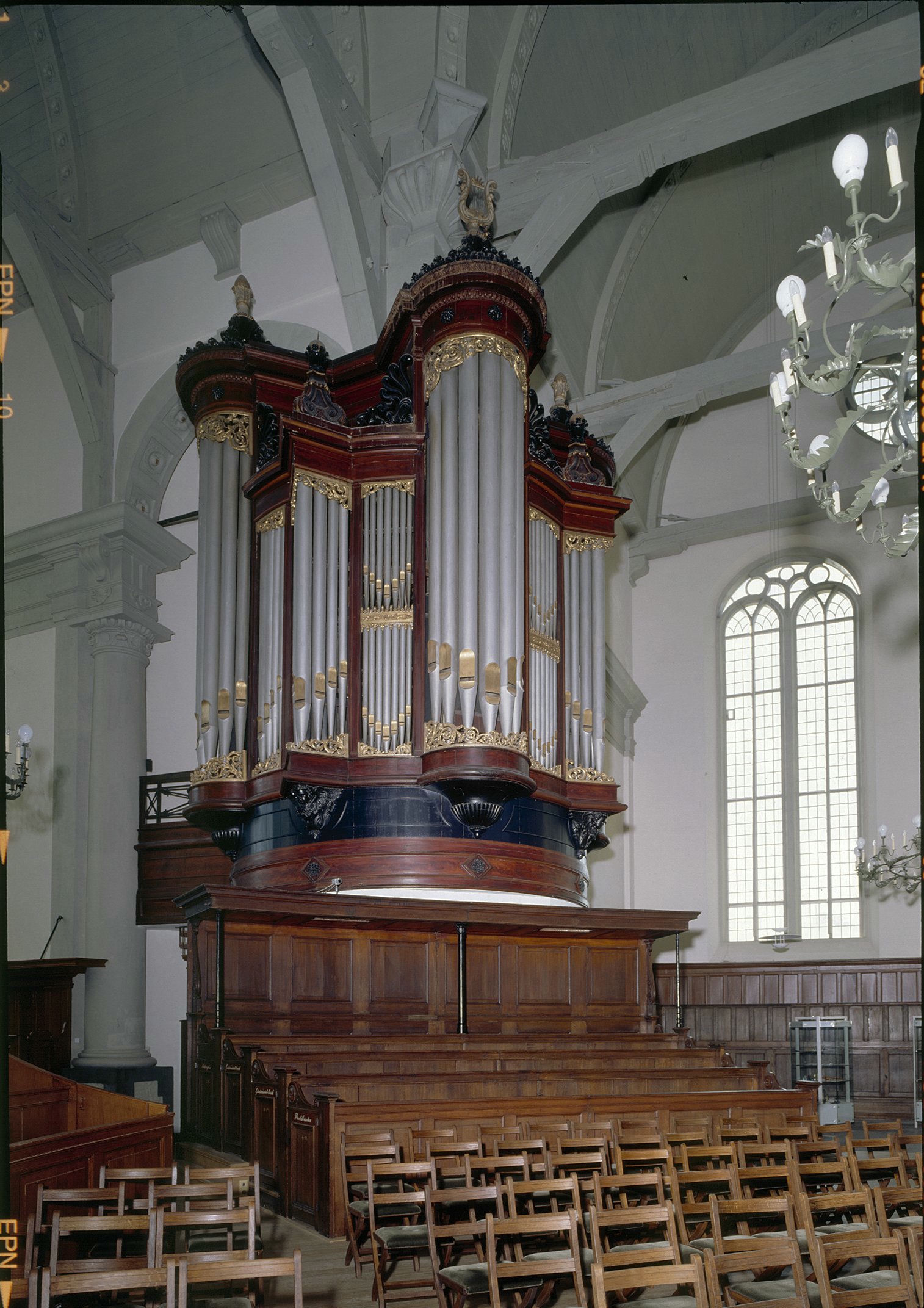
Orgue
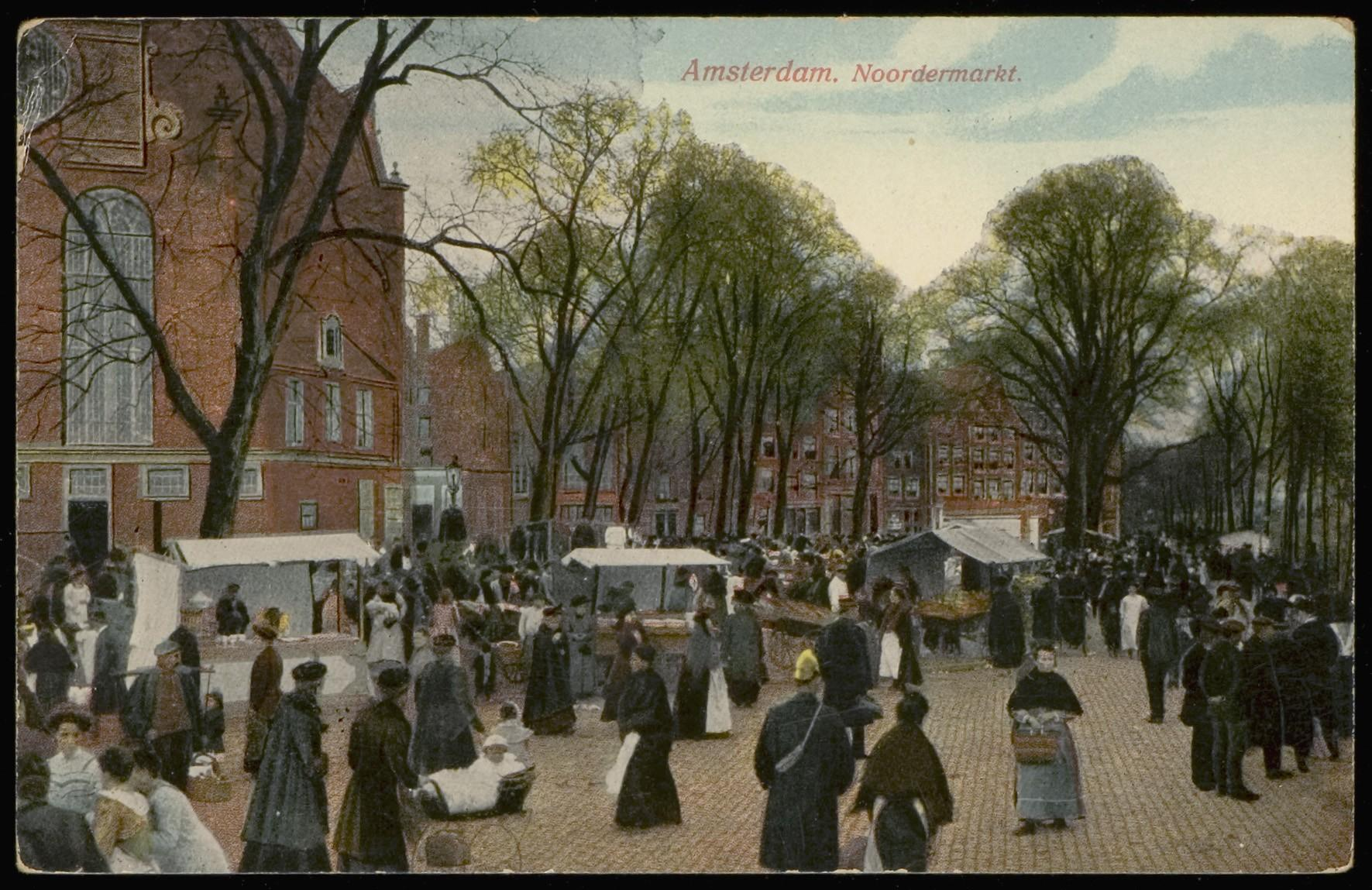
Carte postale, vers 1915.